# Binetto
Binetto ist eine italienische Gemeinde und Stadt mit 2151 Einwohnern (Stand 31. Dezember 2023) in der Metropolitanstadt Bari in Apulien.

## Lage und Daten
Binetto liegt 21 km südwestlich von Bari. Die Nachbargemeinden sind Bitetto, Bitonto, Grumo Appula, Palo del Colle, Sannicandro di Bari und Toritto.